# Бьяджо д’Антонио Туччи
Бьяджо д’Антонио Туччи (итал. Biagio di Antonio Tucci; 1446, Флоренция — 1 июня 1516, там же) — итальянский художник эпохи Возрождения. Его творчество было вдохновлено работами Филиппо Липпи, Андреа Верроккьо, Доменико Гирландайо.

## Биография
Родился во Флоренции.
Последнюю четверть XV века работал в Фаэнце, но в его стиле мало элементов флорентийского стиля — прослеживается влияние ранней нидерландской живописи.
Сотрудничал с другими художниками над фресками Сикстинской капеллы:
- вместе с Козимо Росселли — «Тайная вечеря».
- вероятный автор (соавтор) фрески «Переход через Красное море».

Также рисовал панели для сундуков кассоне.

## Галерея

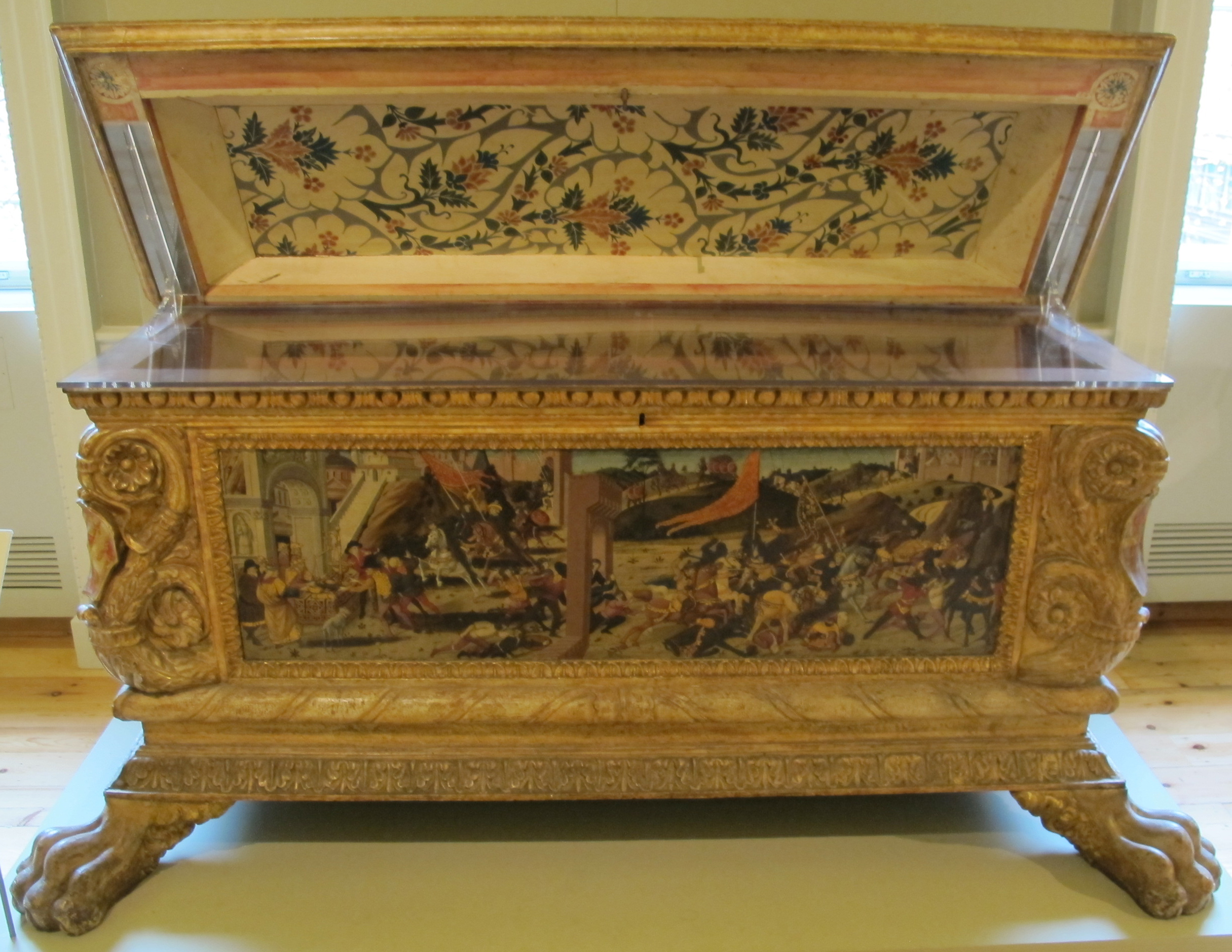
Кассоне работы Якопо дель Селлайо, it:Domenico di Zanobi и Бьяджо д'Антонио, 1472
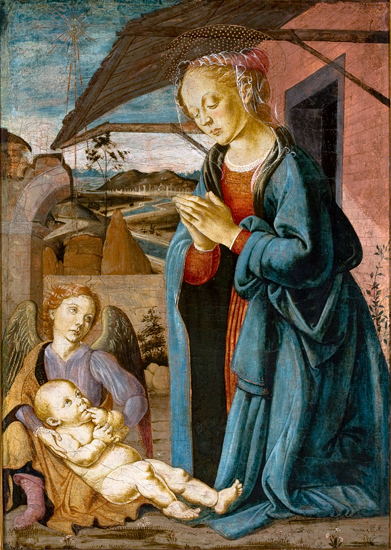
Мадонна молится младенцу и ангелу (ок. 1475). Художественный музей Сан-Паулу (Бразилия)
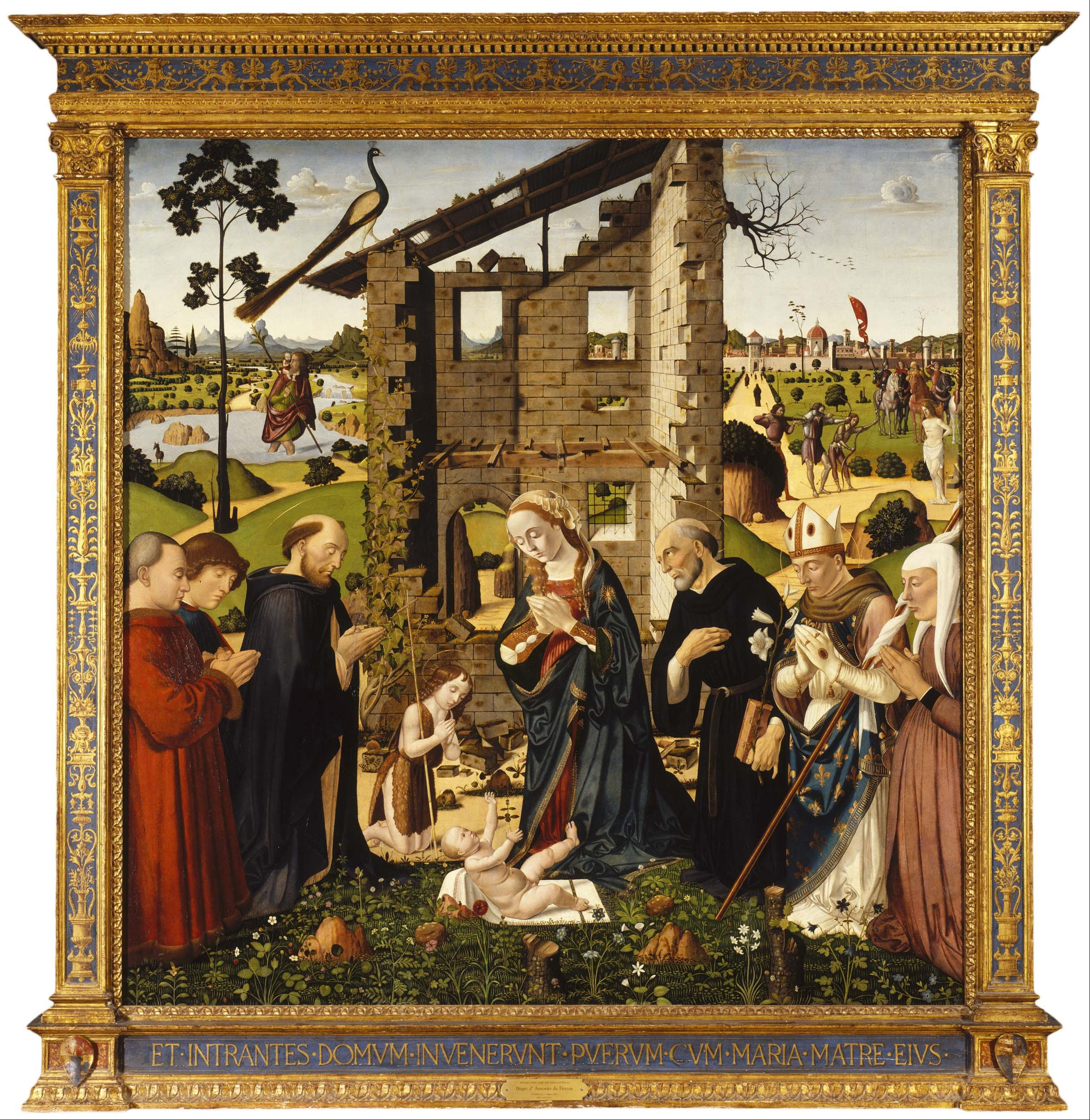
Поклонение волхвов и святых младенцу (ок. 1476). Музей искусств Филбрук (США)
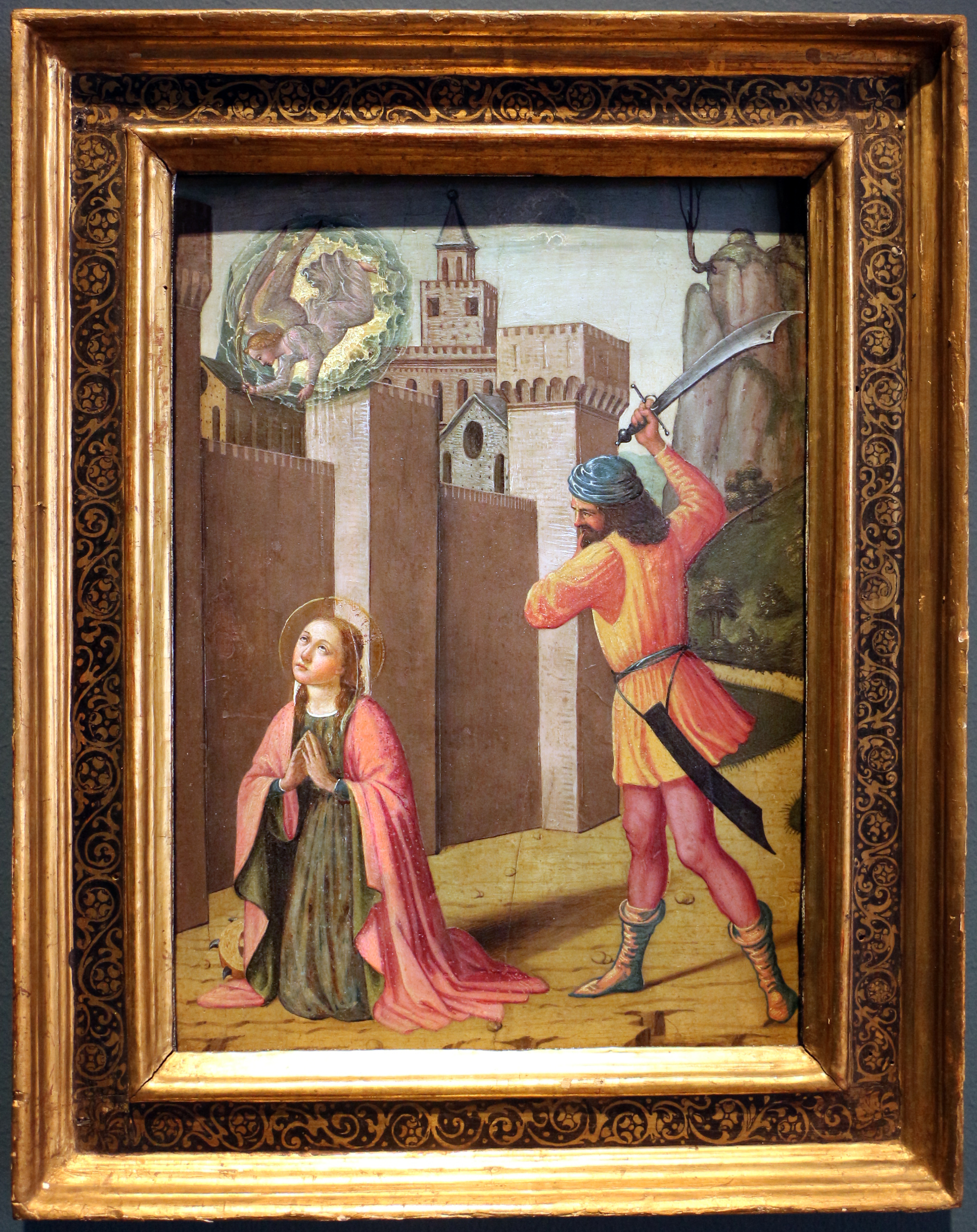
Усекновение святой Екатерины (ок. 1480-1490)
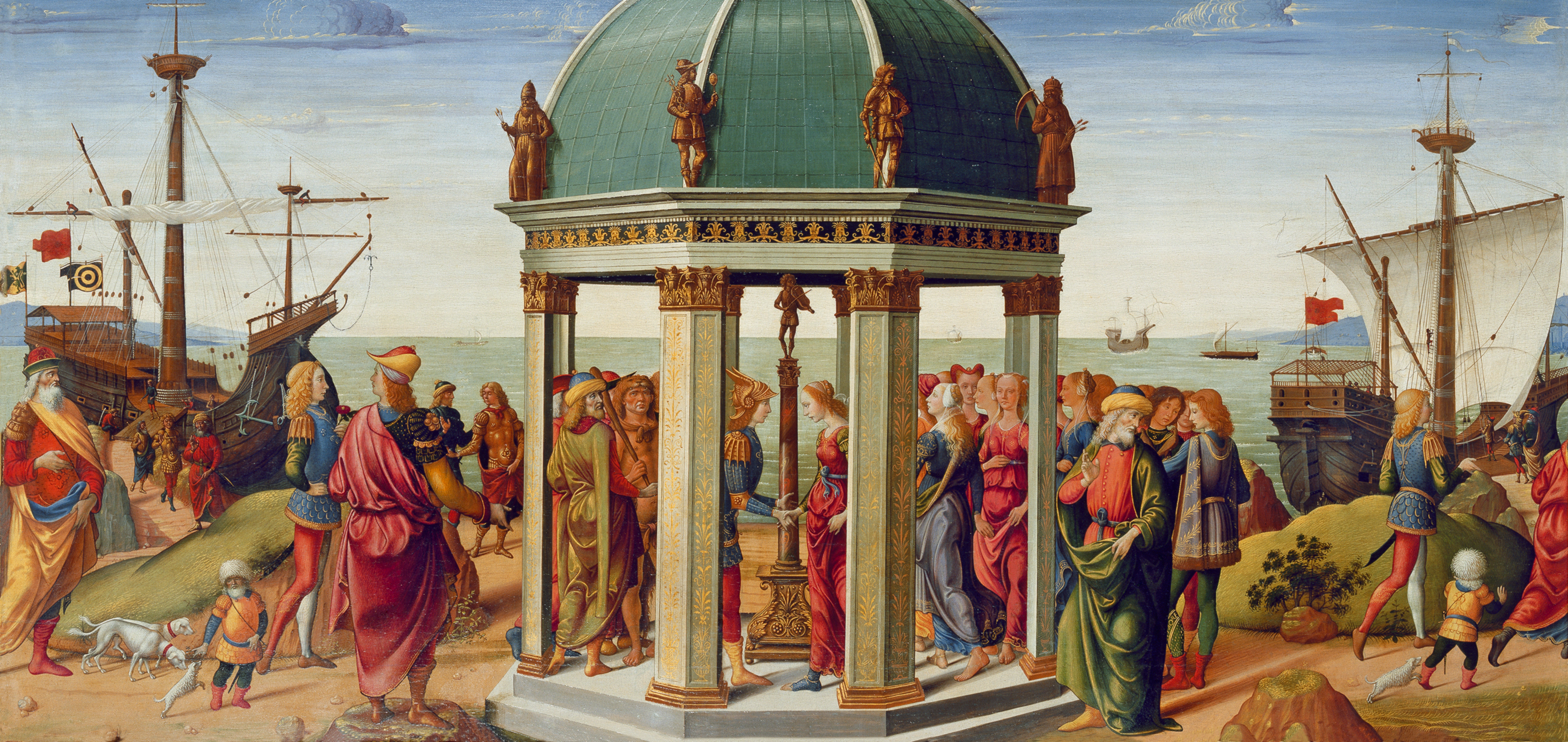
Помолвка Ясона и Медеи (ок. 1487)